# پروستاتیت

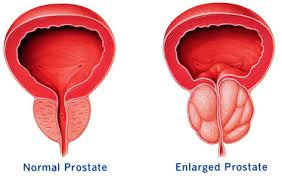
سمت راست پروستات ورم کرده و سمت چپ پروستات در حالت عادی

پروستاتیت (به انگلیسی: Prostatitis) به معنی التهاب در غده پروستات می‌باشد. پروستاتیت به حاد، مزمن، پروستاتیت التهابی بدون علامت (سندرم درد لگنی مزمن) و پروستاتیت مزمن باکتریایی طبقه‌بندی شده‌است. التهاب پروستات ممکن است در هر سنی اتفاق بیفتد. در ایالات متحده، پروستاتیت در ۸ درصد از همه تشخیص داده شده‌است. در سال ۱۹۹۹، مؤسسه ملی دیابت و هاضمه و کلیه (NIDDK) دست به ابداع یک سیستم طبقه‌بندی جدید زد. این کار برای نشان دادن جزئیات بیشتر در مورد هر یک از انواع پروستاتیت انجام شد.
در آمریکا پروستاتیت در ۸ درصد از کسانی که به ارولوژیست مراجعه می‌کنند و یک درصد از کسانی که برای اقدامات اولیه پزشکی مراجعه می‌کنند تشخیص داده شده‌است.

## علت
مردانی که سوند یا وسایل پزشکی دیگر در مجرای ادراری دارند یا عمل جراحی مرتبط داشته‌اند، بیشتر در معرض ابتلا به پروستاتیت باکتریایی می‌باشند. در اغلب موارد پروستاتیت ناشی از عفونت‌هایی است که از راه آمیزش جنسی منتقل نشده‌اند و لذا عفونت به همسر بیمار نیز منتقل نمی‌شود.

## پیشگیری
نوشیدن آب کافی و ورزش منظم می‌تواند در پیشگیری این بیماری مؤثر باشد.

## درمان
درمان پروستاتیت به عامل ایجادکننده بستگی دارد و می‌توان با استفاده از آنتی بیوتیک آن را درمان کرد. مثلاً در درمان پروستاتیت کلامیدیایی می‌توان از تتراسایکلین‌ها بهره گرفت.

## پروستاتیت حاد
التهاب حاد پروستات بیشتر به دلیل عفونت ایجاد می‌شود. علائم التهاب حاد پروستات شامل احساس سوزش شدید در انتهای مثانه، تب و احساس نا خوشایند است. در افراد مسن تر که به هایپرپلازی خوش‌خیم پروستات (BPH) مبتلا هستند التهاب حاد پروستات ممکن است باعث احتباس ادرار شود. گاهی التهاب اپیدیدیم (اپیدیدیمیت) وضعیت التهاب پروستات را پیچیده‌تر می‌کند و ممکن است علائم التهاب پروستات را تحت‌الشعاع قرار دهد. عفونت پروستات به کمک آنتی بیوتیک‌هایی از گروه فلوروکینولون‌ها مانند: سیپروفلوکساسین، افلوکساسین و لووفلوکساسین قابل درمان است.
در مدت ابتلا به التهاب حاد پروستات نوشیدن آب و انجام فعالیت جنسی به بهبود این بیماری کمک می‌کند. به ندرت ممکن است که بر اثر التهاب حاد پروستات در پروستات آبسه به وجود بیاید که با عمل جراحی مشابه TURP قابل درمان است.

## پروستاتیت التهابی بدون علامت
التهاب مزمن پروستات می‌تواند علائم التهاب مثانه یا دردهای مزمن را ایجاد کند. دردهای مزمن در قسمت زیر شکم، بیضه‌ها بین پاها و حتی در راست روده نمایان می‌شود. تشخیص پروستاتیت بدون علامت بسیار دشوار است. زیرا علائمی که در طی این بیماری ایجاد می‌شود الزاماً مربوط به پروستات نمی‌باشد. اگر این دردها مربوط به پروستات باشد در معاینه حساس و دردناک مشخص می‌شود. پزشک با ماساژ دادن پروستات قسمتی از ترشحات آن را برمی‌دارد و به آزمایشگاه می‌فرستاد تا علت را بیابد. التهاب پروستات ممکن است باعث ایجاد مشکلات زیر شود:
- سوزش ادرار
- تکرر ادرار
- درد کمر
- تب کردن
- درد در آلت تناسلی و بیضه‌ها و میاندوراه (منطقه بین بیضه‌ها و مقعد که به آن پرینه perineum گفته می‌شود)
- کاهش قوای جنسی و لذت آن
- اختلالات مربوط به نعوظ[۷]

## پروستاتیت مزمن باکتریایی
علت نوع شایع پروستاتیت مزمن باکتریال، میکروب اشرشیاکلی است. بر اثر این بیماری سلول‌های سفید خون (گلبول‌های سفید) در ادرار و خون افزایش می‌یابند و در طول مدت علائم باکتری در ادرار افزایش می‌یابند. پروستاتیت باکتریال (عفونی) مزمن ناشی از عفونت در مدت زیاد پروستات می‌باشد. از هر ۱۰ نفر مرد ۲-۱ نفر در طول زندگی مبتلا به این نوع از عفونت از پروستات می‌شوند. پروستاتیت باکتریال (عفونی) مزمن بیشتر مردان ۵۰-۳۰ ساله را گرفتار می‌کند. پروستاتیت مزمن باکتریایی به کمک داروهایی مثل ایبوپروفن و ایندومتاسین قابل درمان است.

## پروستاتیت مزمن (سندرم درد لگنی مزمن)
پروستاتیت غیر باکتریال (غیر عفونی) مزمن عبارت از حالتی است که در آن بیمار دارای علائم پروستاتیت می‌باشد، ولی در آزمایش ادرار و ترشحات پروستات وی میکروب یافت نمی‌شود. شایعترین نوع پروستاتیت همین نوع غیر عفونی می‌باشد. اسم دیگر این بیماری سندرم درد مزمن لگنی است. اسم این بیماری قبلاً پروستات دردناک بود. علامت اصلی این بیماری درد در ناحیه لگن و میزراه است. در پروستاتیت التهابی بدون علامت درد معمولاً کم و زیاد می‌شود و از بسیار خفیف تا بسیار طاقت فرسا متغیر است. درد معمولاً به پشت و ناحیه مقعد منتشر می‌شود. حتی در بعضی از بیماران نشستن کار مشکلی است. یکی از علائم مهم این بیماری درد به دنبال انزال می‌باشد. علت اصلی این بیماری تا کنون مشخص نشده‌است. بیماران مبتلا به پروستاتیت التهابیِ بدون علامت هیچ شکایتی از درد تناسلی ندارند، اما لکوسیتوز برای شرایط دیگر ذکر شده‌است، بین ۶-۱۹٪ از مردان چرک در مایع منی خود دارند، اما بدون علامت است.
این بیماری به شکل روزافزونی (به ویژه در بین مردان ۳۵ تا ۴۵ ساله) در حال گسترش است.

### علت
عفونت مزمن پروستات بسیار نادر است و اغلب با عفونت سایر بخش‌های سیستم ادراری همراه است یا ممکن است پس از عمل جراحی بروز کند. از جمله علل این بیماری می‌توان به موارد زیر اشاره کرد:
- عفونت‌های ادراری و جنسی
- تروما، به ویژه در هنگام رابطه جنسی یا ورزش (به خصوص دوچرخه سواری)
- ابزارهای جراحی
- استرس، افسردگی و مانند آن. استرس‌های روزمره زندگی نیز دخیل هستند.

محققان علت آن را واکنش بین عوامل روانی، ایمنی و هورمونی بدن می‌دانند. آنان معتقدند که استرس سبب اختلال در محور هورمونیِ هیپوتالاموس - هیپوفیز - بیضه، التهاب عصبی و اسپاسم عضلانی می‌گردد که جمعاً سبب این بیماری می‌شوند.

### علائم
علائم شایع مرتبط با این بیماری عبارتند از:
- درد در آلت تناسلی، لگن و ناحیه رکتال، که اغلب بین پاها نیز احساس می‌شود و با نشستن بدتر می‌شود.
- تکرر ادرار
- احساس ناراحتی در هنگام ادرار
- احساس درد در هنگام انزال یا بعد از آن
- انزال زودرس یا انزال دیررس یا انزال غیرقابل قبول و نامطلوب

### درمان
معمولاً بیماران در هنگام ابتلا به بیماری دچار نگرانی در مورد وضعیت خود می‌شوند که همین افزایش استرس باعث بدتر شدن شرایط می‌گردد. از جمله درمان‌های در منزل می‌توان به موارد زیر اشاره کرد:
- جلوگیری از فعالیت‌هایی که عود بیماری را محتمل تر می‌کند، به ویژه دوچرخه سواری
- استفاده از حمام آب داغ به صورت منظم
- انزال به‌طور منظم. این کار باعث تخلیه منظم پروستات شده و به خارج شدن عفونت از آن کمک می‌کند.

همچنین برای درمان این بیماری از آنتی‌بیوتیک‌های خاصی مثل Monotrim, Vibramycin, Ciproxin استفاده می‌شود.
علاوه بر این آنتی‌بیوتیک‌ها گاهی درمان با استفاده از ریز موج‌ها یا داروهای ضد التهاب نیز انجام می‌گیرد.
گاهی جهت ترشح پروستات برای تشخیص پروستاتیت از روش شیردوشی پروستات استفاده می‌شود. این ترشحات ممکن است حاوی باکتری یا گلبول‌های سفید باشد.